# Regina Bruins
Regina Bruins, née le 7 octobre 1986 à Leiderdorp, est une coureuse cycliste néerlandaise. En 2009 et 2010, elle a remporté avec cette équipe l'Open de Suède Vårgårda, un contre-la-montre par équipes qui constitue une manche de la Coupe du monde de cyclisme sur route féminine. Elle a également été championne des Pays-Bas du contre-la-montre en 2009.

## Palmarès
- 2007
  - Dolmans Heuvelland Classic
  - 2e du EBH Restore Tijdrit
  - 2e du Circuit de Borsele
  - 2e du championnat des Pays-Bas du contre-la-montre
  - 8e de la Flèche wallonne féminine
- 2008
  - 2e étape du Tour de l'Aude cycliste féminin (contre-la-montre par équipes)
  - Klimtijdrit Beek Ubbergen
  -  Championne des Pays-Bas du contre-la-montre par équipes
  - 2e du Grand prix de la côté étrusque
  - 2e du Tour de Drenthe Novilon
  - 3e du championnat des Pays-Bas sur route
- 2009
  -  Championne des Pays-Bas du contre-la-montre
  - 3e étape du Tour du Grand Montréal
  - Open de Suède Vårgårda (avec Cervélo TestTeam Women)
  - 5e de la Coupe du Monde Cycliste Féminine de Montréal
- 2010
  - Therme Kasseienomloop
  - Open de Suède Vårgårda (avec Cervélo TestTeam Women)
  - Prologue du Tour de l'Aude cycliste féminin
  - 2e du championnat des Pays-Bas du contre-la-montre
  - 9e du Tour des Flandres